# Panhard & Levassor DS

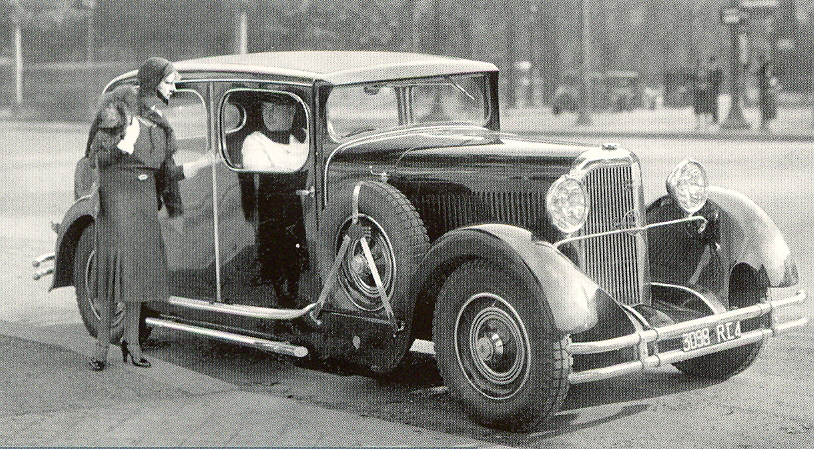
Panhard & Levassor 6DS Berline X66, Sonderaufbau von Million-Guiet; Lizenz de Viscaya (1930)

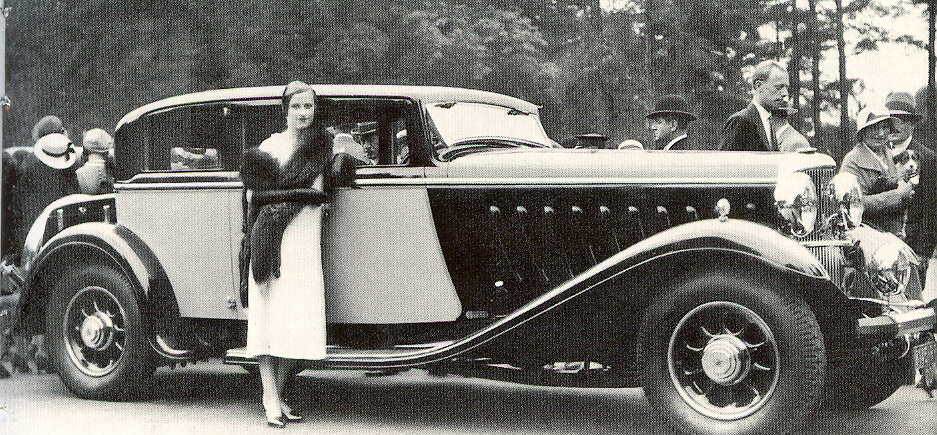
Panhard & Levassor 8DS Berline X67 des Kaisers von Annam (Vietnam) (1931)

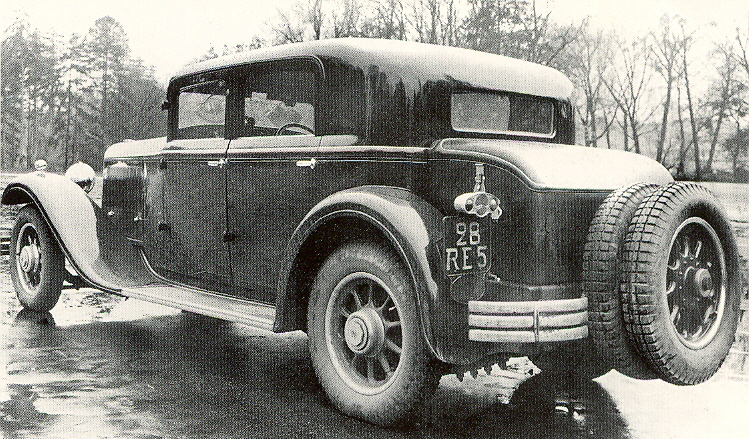
Panhard & Levassor 8DS Berline X67 (1930)

Der Panhard & Levassor DS ist eine viertürige Luxuslimousine, die der französische Automobilhersteller Panhard & Levassor 1929 herausbrachte. Der Buchstabe S steht hierbei für das französische Wort „surbaissé“, das einen Rahmen bezeichnet, der zwischen den Achsen abgesenkt ist, um eine geringere Fahrzeugbauhöhe zu erreichen (Niederrahmen).

## Beschreibung
Das zunächst gefertigte Modell 6 DS hatte einen schiebergesteuerten 6-Zylinder-Reihenmotor mit 3507 cm³ Hubraum, entsprechend 19 CV. Es gab eine klassische, 6-sitzige Limousine mit langem Innenraum ohne Gepäckraum (s. Foto oben links) und eine 4-sitzige Limousine mit kürzerem Innenraum und hinten angefügtem Gepäckraum (Berline, s. Foto oben rechts), sowie verschiedene Coupé- und Cabrioletversionen. 1929 wurden nur 4 Exemplare hergestellt. Bis zur Ablösung dieses Modells 1932 waren es insgesamt 509 Stück.
Parallel zu diesem ersten Modell gab es noch 1929 einen Prototyp 8 DS mit dem stärkeren 8-Zylinder-Reihenmotor des Vorgängermodells 35 CV. Dieser hatte 6350 cm³ Hubraum. Im Folgejahr lief die Serienproduktion der 6-sitzigen Limousine mit einem etwas kleineren Motor von 5084 cm³ Hubraum (29 CV) an. Ab 1935 hieß der Wagen einfach 8 cylindres. Von beiden Ausführungen wurden von diesem Spitzenmodell bis 1938 nur insgesamt 43 Stück gefertigt.
1932 wurde der 6 DS durch den 6 DS RL ersetzt, dessen Motor über 4080 cm³ Hubraum (23 CV) verfügte. RL steht hierbei für „roue libre“ und bezeichnet einen Freilauf. Die 6-sitzige Langversion wurde als 6 DS RL2 auf den Markt gebracht. 1932 wurde nur ein Prototyp mit der Bezeichnung 6 DS 23 CV gefertigt, erst im Folgejahr begann die Serienfertigung. Ab 1935 hieß der Wagen einfach DS. Wie sein Vorgänger brachte er es bis zur Einstellung des Modells 1938 auf 509 Exemplare.
1934 wurden die Karosserien überarbeitet: Die als große Verbesserung angekündigten „Panoramique“-Versionen hatten dreiteilige Frontscheiben, die aus einer schmäleren Hauptscheibe und zwei kleinen Scheiben im Bereich der A-Säulen bestanden. Gleichzeitig hatten diese Fahrzeuge einen nochmals vergrößerten Motor mit 4783 cm³ Hubraum (27 CV). Die Wagen wurden als 6 DS RL-N Spécial verkauft. Ab 1935 hießen sie schlicht DS Spécial und wurden bis 1937 142-mal gebaut.
Ebenfalls 1934 entstand eine DS à Gazogène. Bei diesem Prototyp wurde an eine 4-sitzige Limousine ein bereits aus dem Nutzfahrzeugbau bekannter Gasgenerator angebaut. Das Holzgas wurde in einem Motor aus dem kleineren Modell 6 CS mit 2861 cm³ Hubraum (16 CV) verarbeitet. 1936 entstanden vier weitere Fahrzeuge nach gleichem Muster. Dieser DS Gazogène 19 CV hatte den Motor des Modells DS Spécial mit 4783 cm³ (entgegen der Bezeichnung 27 CV).
Ab 1937 ersetzte der Panhard & Levassor Dynamic 160 die DS-Baureihe.
Die internen Codes lauteten Type X66, Type X67, Type X70, Type X71, Type X74, Type X75 und Type X79.